# Armoured Angel
Armoured Angel was een Australische death-/thrashmetalband. Ze is een van de vroegste bands die, wat we nu deathmetal noemen, speelden en zijn deels verantwoordelijk voor het grootste metalfestival in Australië, Metal for the Brain. 
De band ging uit elkaar in 1996 maar hervormde in 1998 en ging het volgende jaar definitief uit elkaar. Na de ontbinding van Armored Angel, speelde bassist Lucy een korte periode in de deathmetalband Reign of Terror. Zanger-gitarist Yuri Ward speelde bij Psychrist, trad ook live op voor Lord Kaos, en vormde later death-/thrashmetalband Kill for Satan. Drummer Joel Green treedt momenteel op voor de doommetalband Witchskull.

## Geschiedenis
Armored Angel werd in 1982 opgericht als Metal Asylum door Lucy (bas) en Rowan Powell (gitaar). De band werd in 1984 omgedoopt tot Armored Angel, met drummer Dave Davis en zanger Rick Wayy.  Na het opnemen van een demo in 1985 met de titel Baptism in Blood, werden Powell en Wayy vervangen door respectievelijk Tony Sheaffe en Russell Ruszinski. Armored Angel onderging in 1986 een nieuwe bezettingswisseling en vormde een trio met Lucy en broers Joel Green (drums, zang) en Matt Green (gitaar). Met deze line-up nam de band in Pasen 1989 een tweede demo op met de titel Wings of Death, die een sterke cult-fanbase opleverde. Een derde demo getiteld Communion werd uitgebracht in 1990. Een tour langs de oostkust van Australië volgde, plus een heruitgave van Wings of Death op het Engelse platenlabel CCG in 1991. In 1991 organiseerde Joel Green het Metal for the Brain-festival als benefiet concert voor zijn goede vriend Alec Hurley, die in 1990 was geslagen bij een aanval en ernstig hersenletsel en blijvende invaliditeit had achtergelaten. De groep bleef het jaarlijkse festival organiseren tot 1996.
Armored Angel bracht hun eerste EP, Stigmartyr, in 1992 uit via Id records, een tak van PolyGram. De band trad op samen met Morbid Angel op hun Australische tour datzelfde jaar. Ook waren ze te zien bij Carcass en Bolt hun Australische tours in 1993. De tweede EP van de band, Mysterium, werd uitgebracht in 1994, en in 1995 volgde een korte tour door het Verenigd Koninkrijk en een headliner-show in Duitsland. In 1996 plande de band een volledig album, met Jaz Coleman van Killing Joke in productie, maar voor deze released kon worden ging de band uit elkaar. Lucy hervormde Armored Angel in 1998 met gitarist/zanger Yuri Ward van Psychrist en drummer Steven Luff. Begin 1999 werd het volledige album Angel of the Sixth Order uitgebracht op Warhead Records in Sydney. Deze incarnatie van Armored Angel was van korte duur. De band ging weer uit elkaar in 1999 na de sluiting van Warhead Records en het vertrek van Steven Luff.

## Discografie
- 1985 - Baptism in Blood (demo)
- 1989 - Wings of Death (demo)
- 1990 - Communion (demo)
- 1991 - Wings of Death (EP, CCG)
- 1992 - Stigmartyr (EP, Id)
- 1994 - Mysterium (EP, Id)
- 1999 - Angel Of The Sixth Order (Warhead)